# 羅傑斯維爾 (加利福尼亞州)
羅傑斯維爾（英語：Rogersville）是位於美國加利福尼亞州比尤特縣的一個非建制地區。該地的面積和人口皆未知。

## 地理
羅傑斯維爾的座標為39°36′41″N 121°13′21″W / 39.61139°N 121.22250°W，而該地的平均海拔高度為1050米（即3445英尺）。